# الشبكة الأوروبية المتوسطية لحقوق الإنسان

الشبكة الأوروبية المتوسطية لحقوق الإنسان هي منظمة تهتم بمناصرة وتعزيز حقوق الإنسان ضمن إطار مسيرة برشلونة، وهياكل التعاون بين الاتحاد الأوروبي وبلدان منطقة المتوسط. 
تضم الشبكة 82 منظمة أو مؤسسة أو أفراد حقوق إنسان موزعون في 30 بلدا في أوروبا ومنطقة البحر المتوسط.
تأسست في العام 1997 اثر «إعلان برشلونة» الذي قاد لإنشاء الشراكة الأورو متوسطية.
يلتزم أعضاء الشبكة بالمبادئ العالمية لحقوق الإنسان، كما يؤمنون بقيمة التعاون والحوار عبر الحدود وضمنها. 
كما تشجع الشبكة العمل الشبكي، والتعاون وتطوير الشراكات بين المنظمات الغير حكومية المعنية بحقوق الإنسان والناشطون والمجتمع المدني بشكل عام. كما تقوم بتيسير تطوير آليات لتحسين أوضاع حقوق الإنسان، وبناء القدرات في هذا المجال.

## نشاط
تلتزم الشبكة بمجموعة من القيم الأساسية التي تشكل تكوينها، وهي: المفهوم الأساسي بثبات وشمولية حقوق الإنسان، احترام سيادة القانون الذي يتم تأسيسه بصفة ديمقراطية، وكما يرد في بعض الاتفاقيات الدولية، المساواة الجنوسية وأهمية النهوض بحقوق المرأة، أهمية المجتمع المدني في مناصرة حقوق الإنسان وحمايتها وحقه في أن يكون شريكا فعالا في هذا المجال، المقاربات عبر الثقافية في مجال حقوق الإنسان والحق في المشاركة العامة والملكية العامة في تشكيل أجندة حقوق الإنسان في كافة أنحاء المنطقة.

## أعضاء
تضم الشبكة الأوروبية المتوسطية لحقوق الإنسان الأعضاء التالين:
| بلد             | منظمة |
| --------------- | --- |
| الجزائر         | جمعية عائلات المختفين في الجزائر الرابطة الجزائرية لحقوق الإنسان الرابطة الجزائرية للدفاع عن حقوق الإنسان                                                                                      |
| النمسا          | مؤسسة برونو كرايسكي لحقوق الإنسان |
| بلجيكا          | منظمة العفو الدولية - مكتب الاتحاد الأوروبي الجمعية الأوروبية للدفاع عن حقوق الإنسان |
| قبرص            | جمعية الحق والحرية المعهد المتوسطي لدراسات النوع الجنساني |
| الدنمارك        | المعهد الدنماركي لحقوق الإنسان مركز الأبحاث وإعادة التأهيل لضحايا التعذيب جمعية حقوق الإنسان العراقية                                                                                          |
| مصر             | مركز القاهرة لدراسات حقوق الإنسان |
| فنلندا          | معهد تامبيرا لأبحاث السلام |
| فرنسا           | الاتحاد التونسي من أجل مواطنة في الضفتين رابطة حقوق الإنسان |
| اليونان         | اللجنة اليونانية للتضامن الديمقراطي الدولي |
| أيرلندا         | منظمة 80:20 للتعليم والعمل نحو عالم أفضل |
| إسرائيل         | عدالة - المركز القانوني للأقلية العربية في إسرائيل المؤسسة العربية لحقوق الإنسان بتسيلم اللجنة العامة لمناهضة التعذيب في إسرائيل                                                               |
| إيطاليا         | مركز الأبحاث الدولي للدراسات الاجتماعية والجنائية والإصلاحية المجلس الإيطالي للاجئين |
| الأردن          | مركز عمان لدراسات حقوق الإنسان المعهد الدولي لتضامن النساء |
| لبنان           | المنظمة الفلسطينية لحقوق الإنسان في لبنان معهد حقوق الإنسان في نقابة المحامين بيروت مؤسسة رينيه معوض الحركة الفرنسية اللبنانية-سوليدا                                                          |
| ليبيا           | الرابطة الليبية لحقوق الإنسان |
| مالطا           | الأكاديمية المتوسطية للدراسات الدبلوماسية، جامعة مالطا |
| المغرب          | الجمعية الديمقراطية لنساء المغرب الجمعية المغربية لحقوق الإنسان فضاء الجمعيات المنظمة المغربية لحقوق الإنسان مجموعة 95 المغاربية للمساواة مركز حرية وسائل الإعلام - الشرق الأوسط وشمال إفريقيا |
| هولندا          | اللجنة الإنسانية لحقوق الإنسان الحوار الأوروبي العربي الجماهيري |
| النرويج         | لجنة هلسينكي النرويجية |
| فلسطين          | مركز الميزان لحقوق الإنسان مؤسسة الحق المركز الفلسطيني لحقوق الإنسان |
| إسبانيا         | منظمة التعاون مع بلدان الجنوب اتحاد جمعيات الدفاع عن حقوق الإنسان ومناصرتها |
| السويد          | كيفينا تل كيفينا |
| سوريا           | لجان الدفاع عن حقوق الإنسان والحريات الديمقراطية في سوريا مركز دمشق للدراسات النظرية والحقوق المدنية                                                                                           |
| تونس            | الجمعية التونسية للنساء الديمقراطيات المجلس الوطني للحريات في تونس الرابطة التونسية لحقوق الإنسان لجنة احترام الحريات وحقوق الإنسان في تونس المعهد العربي لحقوق الإنسان                        |
| تركيا           | جمعية حقوق الإنسان |
| المملكة المتحدة | لجنة حقوق الإنسان في نقابة محامي إنجلترا وويلز مركز حقوق الإنسان - جامعة أسكس المادة 19: المركز الدولي لمناهضة الرقابة                                                                         |
| دوليا           | العفو الدولية المنظمة الدولية للإصلاح الجنائي الفدرالية الدولية لحقوق الإنسان مراقبة حقوق الإنسان الخدمة الدولية لحقوق الإنسان المنظمة الدولية ضد التعذيب                                      |

## وصلات خارجية
- الموقع الرسمي